# Rio Lençóis (Bahia)
O rio Lençóis  é um curso d'água localizado na cidade brasileira de Lençóis, na Chapada Diamantina, região central da Bahia, fazendo parte da bacia do Alto Paraguaçu, na Serra do Sincorá, com trechos no Parque Nacional da Chapada Diamantina, do qual é um atrativo ecoturístico. É um dos afluentes do rio São José, sub-bacia do rio Santo Antônio.

## Características
Cerca da metade de seu curso situa-se no interior do Parque Nacional e totalmente no município de Lençóis, e a a microbacia formada por seus afluentes está localizada entre as coordenadas geodésicas 12º30’40”; 12º35’00”S e 41º22’55”; 41º27’45”W.
O rio é o responsável pelo fornecimento de água potável aos habitantes da zona urbana de Lençóis que, em 2022, somavam cerca de seis mil pessoas, e ainda atendendo um fluxo turístico anual estimado em 150 000 visitantes, sendo a captação e distribuição feita pela Empresa Baiana de Águas e Saneamento.
A sub-bacia possui onze canais de escoamento, numa área de 24 km², de compleição alongada que faz com que seu fluxo seja rápido, sem possibilidades de alagamento ou retenção da água. O comprimento do Lençóis é de 10,3 km. Sua altitude máxima é de 1 313 metros, e a mínima de 345 metros, o que dá uma amplitude altimétrica de 968 metros e uma declividade média de 27,5%. Tanto ele como seus afluentes são considerados recentes, pois ainda apresentam um relevo em modelação, possuindo bastante energia e talvegue ainda em construção.